# 1003 Lilofee
1003 Lilofee este un asteroid din centura principală, descoperit pe 13 septembrie 1923, de Karl Reinmuth.